# Plebejus rubromaculata
Plebejus rubromaculata är en fjärilsart som beskrevs av Courvoisier 1913. Plebejus rubromaculata ingår i släktet Plebejus och familjen juvelvingar. Inga underarter finns listade i Catalogue of Life.